# Calanoida
Super-ordre
Ordre
Taxons de rang inférieur
- Arietelloidea
- Bathypontioidea
- Clausocalanoidea
- Calanoidea
- Diaptomoidea
- Epacteriscoidea
- Eucalanoidea
- Pseudocyclopoidea
- Ryocalanoidea
- Spinocalanoidea

Calanoida est un ordre de crustacés qui contient de nombreuses familles de copépodes. C'est l'ordre de copépodes le plus représenté dans le plancton marin.

## Répartition et habitat
Ces copépodes ont colonisé aussi bien les eaux salées que saumâtres ou douces. Ce sont des animaux libres, le plus souvent planctoniques, mais il existe des espèces benthiques. On les trouve partout dans le monde, des abysses jusqu'à la surface.

## Liste des familles
Selon ITIS:
- famille Acartiidae Sars, 1900
- famille Aetideidae Giesbrecht, 1893
- famille Arietellidae Sars, 1902
- famille Augaptilidae Sars, 1905
- famille Bathypontiidae Brodsky, 1950
- famille Boholinidae Fosshagen et Iliffe, 1989
- famille Calanidae Dana, 1846
- famille Candaciidae Giesbrecht, 1893
- famille Centropagidae Giesbrecht, 1893
- famille Clausocalanidae Giesbrecht, 1893
- famille Diaixidae Sars, 1902
- famille Diaptomidae Baird, 1850
- famille Discoidae Gordejeva, 1975
- famille Epacteriscidae Fosshagen, 1973
- famille Eucalanidae Giesbrecht, 1893
- famille Euchaetidae Giesbrecht, 1893
- famille Fosshageniidae Suárez-Moráles et Iliffe, 1996
- famille Heterorhabdidae Sars, 1902
- famille Hyperbionychidae Ohtsuka, Roe et Boxshall, 1993
- famille Lucicutiidae Sars, 1902
- famille Mecynoceridae Andronov, 1973
- famille Megacalanidae Sewell, 1947
- famille Mesaiokeratidae Matthews, 1961
- famille Metridinidae Sars, 1902
- famille Nullosetigeridae Soh, Ohtsuka, Imabayashi et Suh, 1999
- famille Paracalanidae Giesbrecht, 1893
- famille Parapontellidae Giesbrecht, 1893
- famille Parkiidae Ferrari et Markhaseva, 1996
- famille Phaennidae Sars, 1902
- famille Pontellidae Dana, 1852
- famille Pseudocyclopidae Giesbrecht, 1893
- famille Pseudocyclopiidae Sars, 1902
- famille Pseudodiaptomidae Sars, 1902
- famille Rhincalanidae Geletin, 1976
- famille Ridgewayiidae Wilson, 1958
- famille Ryocalanidae Andronov, 1974
- famille Scolecitrichidae Giesbrecht, 1893
- famille Spinocalanidae Vervoort, 1951
- famille Stephidae Sars, 1902
- famille Sulcanidae Nicholls, 1945
- famille Temoridae Giesbrecht, 1893
- famille Tharybidae Sars, 1902
- famille Tortanidae Sars, 1902

Selon Wikispecies:

Acartiidae - 
Aetideidae - 
Arietellidae - 
Augaptilidae - 
Bathypontiidae - 
Calanidae - 
Calocalanidae - 
Candaciidae - 
Centropagidae - 
Clausocalanidae - 
Diaixidae - 
Diaptomidae - 
Discoidae - 
Epacteriscidae - 
Eucalanidae - 
Euchaetidae - 
Fosshageniidae - 
Heterorhabdidae - 
Hyperbionychidae - 
Lucicutiidae - 
Megacalanidae - 
Mesaiokeratidae - 
Metridinidae - 
Nullosetigeridae - 
Paracalanidae - 
Parapontellidae - 
Parkiidae - 
Phaennidae - 
Phyllopodidae - 
Pontellidae - 
Pseudocyclopidae - 
Pseudocyclopiidae - 
Pseudodiaptomidae - 
Rhincalanidae - 
Rostrocalanidae - 
Ryocalanidae - 
Scolecitrichidae - 
Spinocalanidae - 
Stephidae - 
Subeucalanidae - 
Sulcanidae - 
Temoridae - 
Tharybidae - 
Tortanidae